# Notarius
Notarius — рід риб з родини Арієві ряду сомоподібних. Має 16 видів.

## Опис
Загальна довжина представників цього роду коливається від 17 до 140 см. Голова витягнута, трохи загострена, сплощена зверху. Її верхня частина груба, зерниста, вкрита дрібними горбиками. Є 3 пари вусів, що містяться на щелепах та підборідді. Очі невеличкі. Рот доволі широкі. Зуби верхньої щелепи гострі. Широкі зяброві перетинки не прикріплені до грудної клітки. Тулуб широкий, витягнутий. Шкіра тонка. Спинний плавець високий, з короткою основою. Грудні плавці широкі, короткі. Жировий плавець доволі довгий, як для представників родини Арієвих. Анальний плавець високий, подовжений. Хвостовий плавець витягнутий, тягнеться у боки, доволі сильно розділено.

## Спосіб життя
Зустрічається у морських та солонуватих водах. Три види є морськими. Решта — заходять в естуарні зони й прісні річкові води. Один вид є суто прісноводним. Живляться водними безхребетними та рибою.

## Розповсюдження
Мешкають у Карибському регіоні й біля берегів Мексики.

## Види
- Notarius armbrusteri
- Notarius biffi
- Notarius bonillai
- Notarius cookei
- Notarius grandicassis
- Notarius insculptus
- Notarius kessleri
- Notarius lentiginosus
- Notarius luniscutis
- Notarius neogranatensis
- Notarius osculus
- Notarius phrygiatus
- Notarius planiceps
- Notarius quadriscutis
- Notarius rugispinis
- Notarius troschelii